# ¿Qué hay de nuevo, Scooby-Doo?
¿Qué hay de nuevo, Scooby-Doo? (en inglés: What's New, Scooby-Doo?) es la novena serie del dibujo animado de Hanna-Barbera Scooby-Doo. Tuvo tres temporadas en "Kids WB" como un programa de media hora, antes de ser interrumpido indefinidamente en 2005. Las repeticiones fueron transmitidas por Cartoon Network. Fueron producidos 42 episodios, siendo catorce en cada temporada.
Con el retiro de Don Messick en 1996 (murió al año siguiente), Frank Welker, la voz de Fred Jones, se encargó de hacer la de Scooby-Doo. Casey Kasem regresó como Norville “Shaggy” Rogers, Grey DeLisle se encargó de Daphne Ann Blake, mientras que la actriz de la serie Facts of Life, Mindy Cohn, hizo la de Vilma Dinkley. El programa siguió el mismo formato que ¿Scooby-Doo dónde estás?, pero con un estilo más contemporáneo, nueva música y efectos sonoros. Fue producido por Warner Bros. Animation, quien absorbió a Hanna-Barbera Productions en 2001.

## Personajes

### Personajes principales
- "Fred Jones": Es el líder de la pandilla, y es el maestro de las trampas para atrapar a los villanos. Sin embargo, a veces las trampas no funcionan porque Shaggy y Scooby las arruinan. Es Interpretado Por Frank Welker.

- "Vilma Dinkley": Es la chica más lista de la pandilla. Gibby Norton está enamorado de ella. Ella es la más joven de la banda. Lleva lentes porque ella padece de  Miopía. Es Interpretada Por Mindy Cohn.

- "Daphne Blake": Es la chica que tiene más dinero junto con Shaggy y que sabe de moda de la banda, Se defiende con sus grandes habilidades de lucha. Ella es un poco torpe y propensa a los accidentes. Es Interpretada Por Grey DeLisle.

- "Shaggy Rogers": Un adolescente que es el mejor amigo de Scooby. Él y Scooby siempre se asustan y tienen hambre. Él sabe que tiene un metabolismo alto y junto con Daphne es el más adinerado del grupo. Es interpretado por Casey Kasem.

- "Scooby-Doo": Es un miedoso gran danés que es el mejor amigo de Shaggy Rogers. Hay dos cosas que tienen en común que les encanta comer y siempre tienen miedo de los monstruos. Es Interpretado Por Frank Welker.

### Personajes recurrentes
- "Elliot Binber": Un chico competitivo y amigo de Vilma le gustan los perros pero es alérgico. Interpretado por Kimberly Brooks.

- "Melbourne O'Reilly": Un explorador aventurero australiano que es uno de los héroes de Fred. Interpretado por Steven Blum.

- "J.J. Hakimoto": un director famoso. Interpretado por Brain Tochi.

- "Gibby Norton": Un nerd de la computadora, que está enamorado de Vilma, a menudo resulta ser el villano para impresionar a Vilma, nunca tiene éxito. Interpretado por Eddie Deezen.

- "Burr Batson": Corredor que conduce un camión. Interpretado por James Arnold Taylor.

- "Profesor Laslow Ostwald": Un inventor que ha aparecido en "La casa del futuro", "Videojuego", etc.

- "Las Hechiceras": "Thorn", "Dusk" y "Luna", son las miembros de la banda de rock famosa, las hechiceras, con la que Scooby y la pandilla están familiarizados. Thorn Es Interpretada por Jennifer Hale, Dusk por Jane Wiedlin y Luna por Kimberly Brooks.

- "Sr. B" : El propietario de los cachorros que pueden hacer algo para salvarlos. Su nombre completo nunca se revela. Interpretado por Jeff Bennett.

- "Crissie": Un perro, labrador dorado, que es mamá de los cachorros.

- "Los cachorros" Seis Secretos: maíz, lino, Jingle, Knox, 14-Quilates y Bling-Bling.
- "Nancy Chang": Reportera en el episodio "El abominable hombre de las nieves" y "Viva Las Vegas". Interpretada por Lauren Tom.

## Guía de episodios

### Primera temporada (2002 – 2003)
| #  | Título del episodio                  | Primera emisión          |
| -- | ------------------------------------ | ------------------------ |
| 1  | "El abominable Hombre de las Nieves" | 14 de septiembre de 2002 |
| 2  | "Destrucción tridimensional"         | 21 de septiembre de 2002 |
| 3  | "El misterio extraterrestre"         | 28 de septiembre de 2002 |
| 4  | "El misterio de ultratumba"          | 5 de octubre de 2002     |
| 5  | "La extraña máquina del misterio"    | 26 de octubre de 2002    |
| 6  | "Viva Las Vegas"                     | 2 de noviembre de 2002   |
| 7  | "El espectro de la feria"            | 9 de noviembre de 2002   |
| 8  | "Safari deslumbrante"                | 23 de noviembre de 2003  |
| 9  | "Monstruos marinos en la playa"      | 30 de noviembre de 2003  |
| 10 | "La Navidad de Scooby-Doo"           | 13 de diciembre de 2003  |
| 11 | "Los juguetes del miedo"             | 1 de febrero de 2003     |
| 12 | "¡Luces, cámara, confusión!"         | 15 de febrero de 2003    |
| 13 | "Pompeya y circunstancia"            | 22 de febrero de 2003    |
| 14 | "El fantasma del béisbol"            | 22 de marzo de 2003      |

### Segunda temporada (2003 – 2004)
| #  | Título del episodio             | Primera emisión          |
| -- | ------------------------------- | ------------------------ |
| 15 | "GodziShaggy"                   | 13 de septiembre de 2003 |
| 16 | "La maldición de la momia"      | 20 de septiembre de 2003 |
| 17 | "La carrera del gusano"         | 27 de septiembre de 2003 |
| 18 | "La casa del futuro"            | 4 de octubre de 2003     |
| 19 | "El regreso del vampiro"        | 18 de octubre de 2003    |
| 20 | "Un halloween con Scooby-Doo"   | 24 de octubre de 2003    |
| 21 | "El robo de los cachorros"      | 25 de octubre de 2003    |
| 22 | "El San Franpsycho"             | 20 de marzo de 2004      |
| 23 | "El hombre invisible"           | 22 de marzo de 2004      |
| 24 | "La receta secreta"             | 23 de marzo de 2004      |
| 25 | "El vuelo del dragón"           | 24 de marzo de 2004      |
| 26 | "El tío Scooby en la Antártica" | 25 de marzo de 2004      |
| 27 | "La leyenda del Wakumi"         | 26 de marzo de 2004      |
| 28 | "Vacaciones en Grecia"          | 27 de marzo de 2004      |

### Tercera temporada (2004– 2005)
| #  | Título del episodio                      | Primera emisión       |
| -- | ---------------------------------------- | --------------------- |
| 29 | "El farol diabólico"                     | 29 de enero de 2004   |
| 30 | "Vamos al oeste, Scooby"                 | 5 de febrero de 2004  |
| 31 | "Un escalofriante día de San Valentín"   | 11 de febrero de 2004 |
| 32 | "Misterio en la arena"                   | 12 de febrero de 2004 |
| 33 | "Misterio a la francesa"                 | 19 de febrero de 2004 |
| 34 | "La granja secreta"                      | 25 de febrero de 2004 |
| 35 | "Terror en el estadio"                   | 5 de marzo de 2004    |
| 36 | "El payaso aterrador del torneo de golf" | 12 de marzo de 2005   |
| 37 | "Campamento intoxicado"                  | 19 de marzo de 2005   |
| 38 | "El temible dragón de Hong Kong"         | 25 de marzo de 2005   |
| 39 | "En sus marcas, listos, monstruos"       | 2 de abril de 2005    |
| 40 | "Garras doradas"                         | 9 de abril de 2005    |
| 41 | "La barrera de coral"                    | 16 de abril de 2005   |
| 42 | "Videojuego"                             | 23 de abril de 2005   |

## Doblaje de los personajes
| Personaje     | Doblaje original | Doblaje hispanoamericano                                                                                                |
| ------------- | ---------------- | --- |
| Scooby-Doo    | Frank Welker     | Antonio Gálvez |
| Shaggy Rogers | Casey Kasem      | Arturo Mercado |
| Fred Jones    | Frank Welker     | Luis Alfonso Padilla |
| Daphne Blake  | Grey DeLisle     | Yolanda Vidal y Elena Ramírez ("Monstruos marinos en la playa", "Los juguetes del miedo" y "Luces, cámara y confusión") |
| Vilma Dinkley | Mindy Cohn       | Irene Jiménez |